# Su e giù (programma televisivo 1999)
Su e giù è stato un programma televisivo italiano, trasmesso da Rai 1 nel 1999, con un'unica edizione, protrattasi per nove puntate, comprese tra l'11 febbraio ed il 12 aprile di quell'anno.
Il programma, incentrato sull'attualità e l'intrattenimento, fu diretto da Francesco Vicario, e condotto da Gaia De Laurentiis, con la partecipazione di Gian Piero Galeazzi, Roberto Brunetti alias "Er Patata", Nicoletta Orsomando, Rosanna Vaudetti e Paola Perissi.